# Хаббл (лунный кратер)
Кратер Хаббл  (лат. Hubble) — большой древний ударный кратер в северном полушарии видимой стороны Луны. Название присвоено в честь американского астронома и космолога Эдвина Пауэлла Хаббла (1889—1953) и утверждено Международным астрономическим союзом в 1964 г. Образование кратера относится к нектарскому периоду.

## Описание кратера

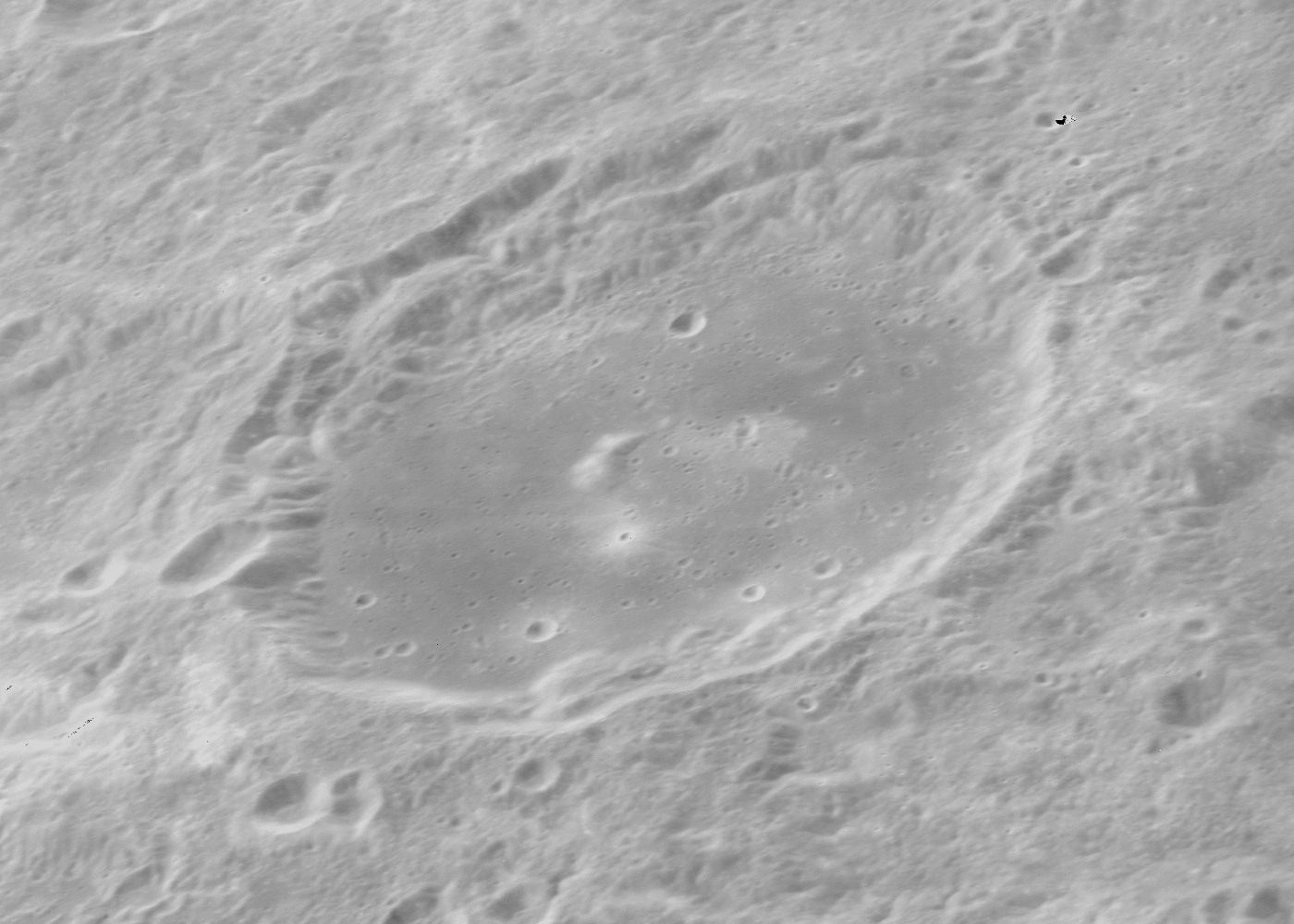
Снимок кратера с борта Аполлона-16.

Ближайшими соседями кратера являются кратер Плутарх на западе; кратер Юри на севере; кратер Ляпунов на севере-северо-востоке; кратер Жолио на северо-востоке; кратер Аль-Бируни на юго-востоке; кратер Годдард на юге-юго-востоке и кратер Кеннон на западе-юго-западе. На юге от кратера расположено Море Краевое. Селенографические координаты центра кратера 22°17′ с. ш. 86°55′ в. д. / 22,29° с. ш. 86,91° в. д., диаметр 81,8 км, глубина 3160 м.
Кратер Хаббл имеет полигональную форму с выступом в западной части и значительно разрушен. Вал сглажен, в северной и юго-западной части отмечен скоплениями маленьких кратеров, лучше всего сохранился в восточной части. Внутренний склон неравномерный по ширине, наиболее широкий в западной части, с сглаженными следами террасовидной структуры. Высота вала над окружающей местностью достигает 1360 м, объем кратера составляет приблизительно 5900 км³.  Дно чаши затоплено и выровнено темной базальтовой лавой, над поверхностью которой несколько юго-западнее центра чаши выступает вершина изогнутого центрального хребта состоящего из анортозита (A) и габбро-норито-троктолитового анортозита с содержанием плагиоклаза 85-90 % (GNTA1). Юго-восточнее центра чаши расположен маленький кратер окруженный выброшенными породами с высоким альбедо.
До получения собственного наименования в 1964 г. кратер имел обозначение Плутарх A (в системе обозначений так называемых сателлитных кратеров, расположенных в окрестностях кратера, имеющего собственное наименование).

## Сателлитные кратеры

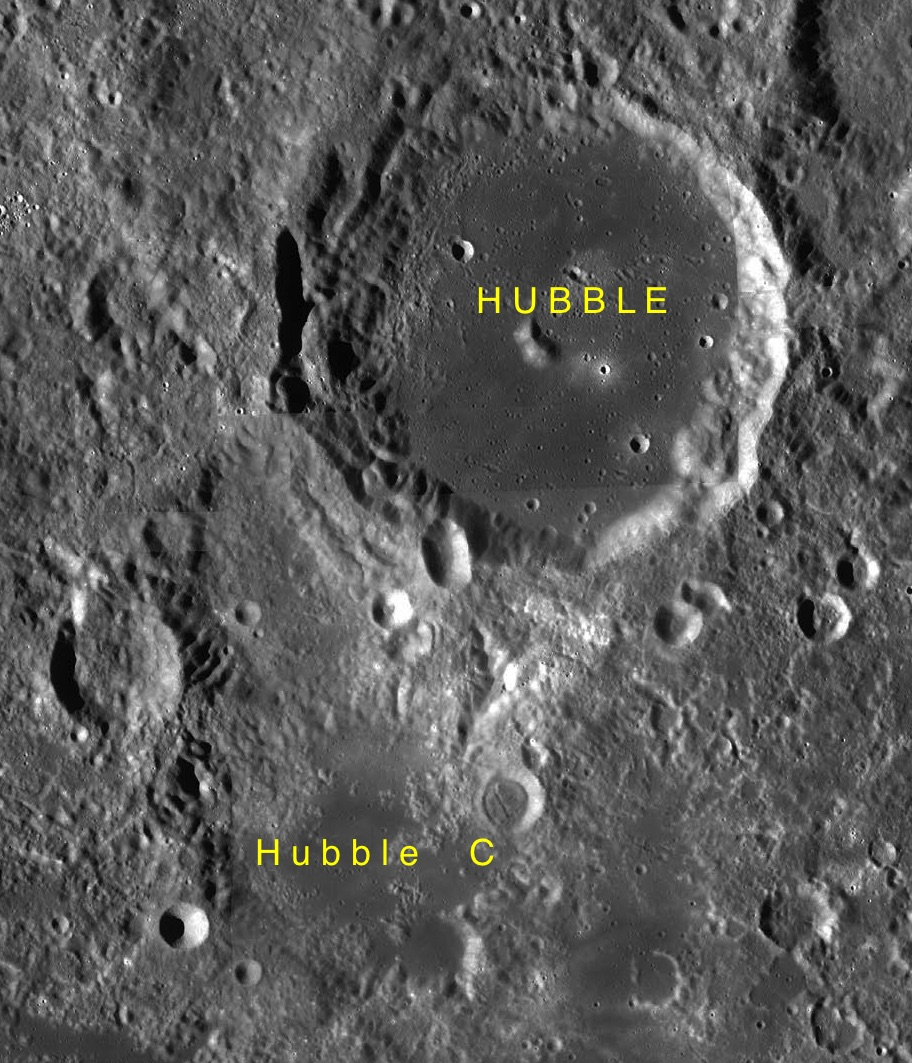
Фрагмент карты LAC-45.

| Хаббл | Координаты                                            | Диаметр, км |
| ----- | ----------------------------------------------------- | ----------- |
| C     | 19°27′ с. ш. 85°37′ в. д. / 19,45° с. ш. 85,62° в. д. | 53,6        |

## См.также
- Список кратеров на Луне
- Лунный кратер
- Морфологический каталог кратеров Луны
- Планетная номенклатура
- Селенография
- Минералогия Луны
- Геология Луны
- Поздняя тяжёлая бомбардировка